# Europese kampioenschappen indooratletiek 2023 – 4×400 meter mannen
De 4x400 meter estafette voor mannen op de Europese kampioenschappen indooratletiek 2023 vond plaats op 5 maart 2023 en werd gehouden op de shorttrackbaan van Ataköy Arena in Istanbul in Turkije. Het was de twaalfde keer dat dit onderdeel op het programma stond.
De wedstrijd werd gewonnen door de Belgische ploeg. Dylan Borlée, Alexander Doom, Kevin Borlée en Julien Watrin wonnen de titel in 3.05,83 en de nieuwe Europese leiding overnamen. Zo veroverde de ploeg na 2019 de titel weer terug. De Franse ploeg met; Gilles Biron, Téo Andant, Victor Coroller en Muhammad Abdallah Kounta wonnen de zilveren plak in 3.06,52. De Nederlandse ploeg nam genoegen met brons, de mannen; Isayah Boers, Isaya Klein Ikkink, Ramsey Angela en Liemarvin Bonevacia raakte hun titel van twee jaar geleden kwijt in een tijd van 3.06,59. De Spaanse ploeg ging als een malle van start en betaalde hiervoor in de laatste twee ronden de prijs voor, wat resulteerde in een vierde plaats. De Turkse ploeg mocht deelnemen omdat het land gastland was van het toernooi. De ploeg liep een nationaal record en eindigde als laatste, maar dat mocht de pret niet drukken. Nederland had het moeilijk met Boers als startloper. Klein Ikkink kon weinig van de achterstand afhalen. Angela hield de schade vervolgens zo klein mogelijk, waarna Bonevacia met een ijzersterk optreden toch het brons kon veilig stellen.

## Records
Voorafgaand aan het toernooi waren dit het Wereldrecord, Europees record, Kampioenschapsrecord en de Wereld-, Europese leiding.
| Wereldrecord         | Texas A&M-universiteit | 3.01,39 | College Station | 10 maart 2018   |
| Europees record      | Polen                  | 3.01,77 | Birmingham      | 4 maart 2018    |
| Kampioenschapsrecord | België                 | 3.02,87 | Praag           | 8 maart 2015    |
| WL                   | Arkansas               | 3.01,09 | Albuquerque     | 4 februari 2023 |
| EL                   | Hongarije              | 3.08,58 | Nyíregyháza     | 28 januari 2023 |

## Resultaten

### Finale[2]
| Rang   | Land                | Atleten                                                              | Tijd    | Bijz. |
| ------ | ------------------- | -------------------------------------------------------------------- | ------- | ----- |
| Goud   | België              | Dylan Borlée, Alexander Doom, Kevin Borlée, Julien Watrin            | 3.05,83 | EL    |
| Zilver | Frankrijk           | Gilles Biron, Téo Andant, Victor Coroller, Muhammad Abdallah Kounta  | 3.06,52 | SB    |
| Brons  | Nederland           | Isayah Boers, Isaya Klein Ikkink, Ramsey Angela, Liemarvin Bonevacia | 3.06,59 | SB    |
| 4      | Spanje              | Óscar Husillos, Markel Fernández, Lucas Búa, David García            | 3.06,87 | SB    |
| 5      | Verenigd Koninkrijk | Ben Higgins, Joseph Brier, Samuel Reardon, Lewis Davey               | 3.08,61 | SB    |
| 6      | Turkije             | Oğuzhan Kaya, Berke Akçam, Kubilay Ençü, Ismail Nezir                | 3.09,41 | NR    |